# Estlands försvarsmakt
Estlands försvarsmakt (estniska: Eesti Kaitsevägi) är Republiken Estlands väpnade styrkor som består av Landförsvarsstyrkorna, Flottan och Flygvapnet. Estlands försvarsmakt assisteras också av Estlands försvarsförbund som samlar ungefär 13 000 soldater. 
Estland är med i både Nordatlantiska fördragsorganisationen (NATO) och Europeiska unionen (EU). Den huvudsakliga inriktningen för Estlands försvarsmakt i krig är att assistera övergången till krigsorganisation, underlätta för allierade styrkor och försvara riket till dess de sistnämnda anlänt. Genom NATO och EU har Estlands försvarsmakt kommit att delta i flera insatser utomlands, bland annat i Libanon, Mali och Irak. 
Det estniska flygvapnet återinfördes den 13 april 1994. Från 1993 till 1995 fick Estland två Let L-410UVP transportflygplan, tre Mil Mi-2 och fyra Mil Mi-8 helikoptrar. Tjänstegrenen fick gammal sovjetisk radar- och AAA-utrustning (Anti-aircraft artillery), som sedan tillfördes AN/FPS-117, GM 403, och GCA-2020. Majoriteten av det estniska flygvapnets enheter är stationerade på ett militärt flygfält, Ämari flygbas, där renoveringen slutfördes 2012. 2023 bestod flygvapnet av strax under 1600 personer.

## Ledning
Estlands president är den högste befälhavaren för Estlands försvarsmakt och tillika den som i krig leder försvarsmakten. I frågor som gäller försvaret biträdes presidenten av Nationella försvarsrådet som utgöres av talmannen i Estlands parlament, Estlands premiärminister, chefen för Försvarsmakten, försvarsministern, inrikesministern, utrikesministern samt ordföranden i parlamentets försvarsutskott. 

I fredstid är chefen för Försvarsmakten den som leder verksamheten, denne utses av parlamentet på förslag av republikens president. 

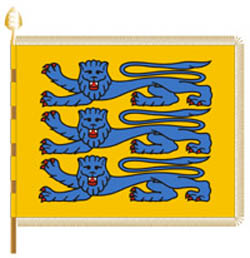
Standard

### Försvarsmaktens högkvarter

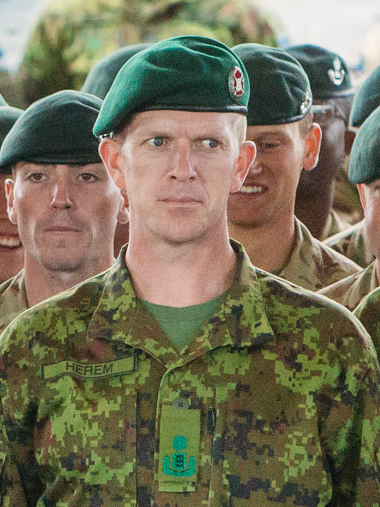
Chefen för Estlands försvarsmakt, generallöjtnant Martin Herem.

Den högsta ledningsenheten inom Estlands försvarsmakt är Högkvarteret, 1991–2008 benämnd Generalstaben. 
Högkvarteret lyder under chefen för Försvarsmakten och står under en brigadgenerals befäl. Till Högkvarterets uppgifter hör att samordna de olika organisationsdelarna, övervaka och följa upp de olika organisationsenheternas resultat, bistå de olika organisationsenheterna i den omfattning som är nödvändigt, inhämta och sammanställa nödvändig information för försvarsplaneringen samt besluta om och vidmakthålla erforderlig beredskapsnivå. 
Högkvarteret består av nio olika avdelningar:
- Allmänna avdelningen
- Strategiska Kommunikationsavdelningen
- Personalavdelningen (J1)
- Operationsavdelningen (J3)
- Logistikavdelningen (J4)
- Analys- och planavdelningen (J5)
- Signalavdelningen (J6)
- Utbildningsavdelningen (J7)
- Ekonomiavdelningen (J8)

## Personal

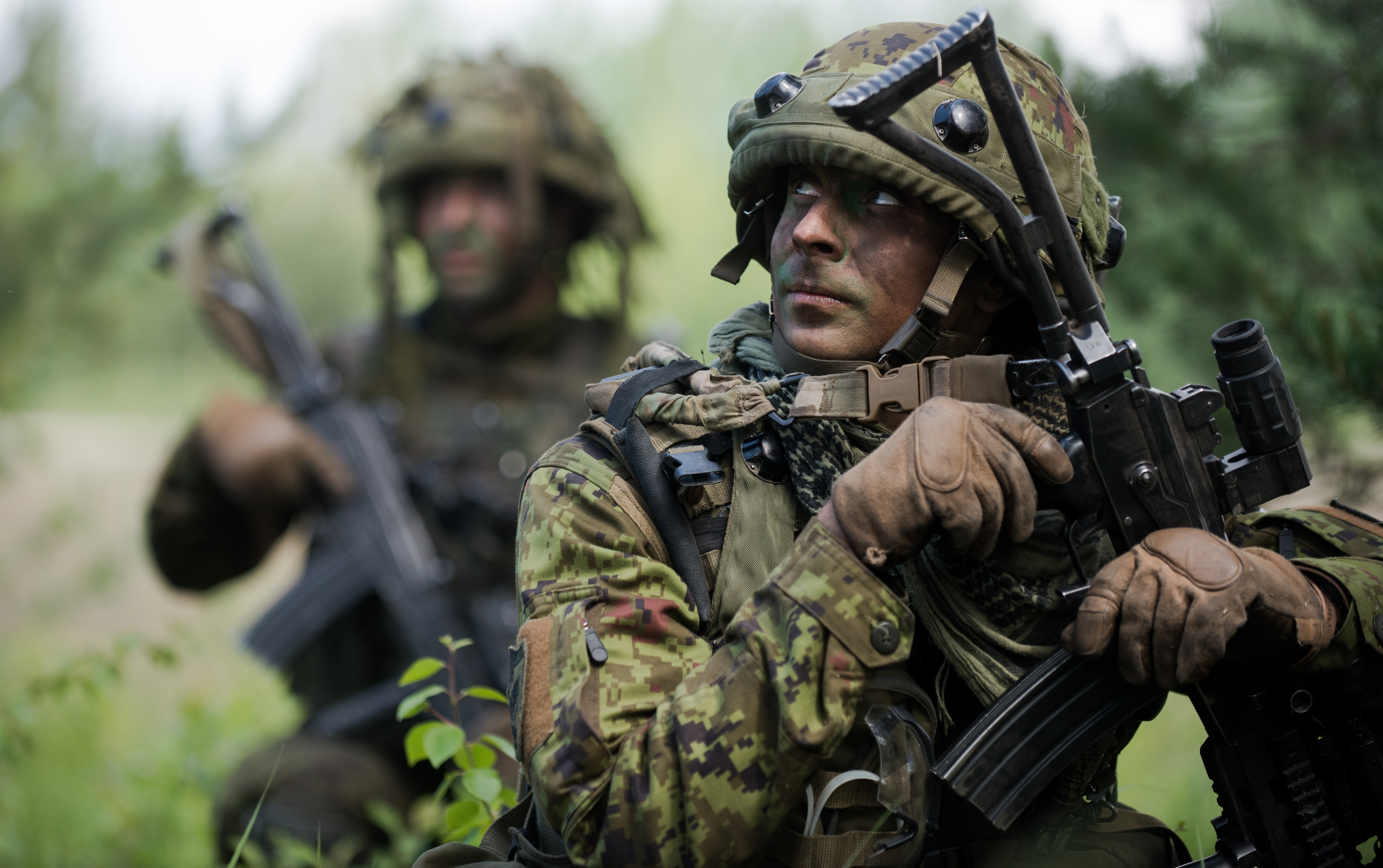
Korpral i landförsvarstyrkorna under övning i Lettland 2014.

Estlands försvarsmakt har en stående styrka om 6000 man, av dessa är ungefär hälften värnpliktiga. I krigstid uppgår den fullt mobiliserade försvarsmakten till 16 000 soldater, tillsammans med Estlands försvarsförbunds 13 000 soldater består alltså den fullständiga krigsorganisationen av knappt 30 000 soldater. 
Estland har allmän värnplikt för män, detta innebär att de män som bedöms lämpliga uttas till en militär grundutbildning om 8 eller 11 månader. Var den värnpliktige placeras beror på dennes hemort. Under utbildningen får de värnpliktiga den utbildning som krävs för att de ska kunna verka i krigsförband. Vissa värnpliktiga utbildas till reservunderofficerare eller reservofficerare som en del av grundutbildningen. Efter grundutbildningen är den värnpliktige skyldig att undergå repetitionsutbildning vart femte år. 
Estland införde obligatorisk militärtjänstgöring i slutet av 1991. Omkring 3200 värnpliktiga, inklusive ett litet antal kvinnor, rycker varje år in i de estniska försvarsstyrkornas militära enheter. Det finns inga värnpliktiga i det estniska flygvapnet. Tjänstgöringen är 11 månader lång för dem som utbildas till underofficerare, förare, militärpoliser och specialister. Övriga soldater tjänstgör i 8 månader. Värnpliktiga tjänstgör i infanteri-, artilleri-, luftförsvars-, ingenjörs-, kommunikations-, marin-, stridstjänst- och understödsförband samt i pansarvärns-, spanings-, granatkastar- och militärpolisförband. År 2023 föreslog Estlands försvarsminister att den maximala tjänstgöringstiden skulle förlängas till 12 månader för vissa specialister.
Kvinnor har kunnat tjänstgöra inom det estniska försvaret på olika sätt allt sedan den återupprättades 1991 och 2013 utgjordes 11,4 % av personalen i aktiv tjänst av kvinnor. Sedan april 2013 kan kvinnor frivilligt genomföra värnpliktstjänstgöring i samma omfattning som män utan inskränkningar. 

## Internationella insatser

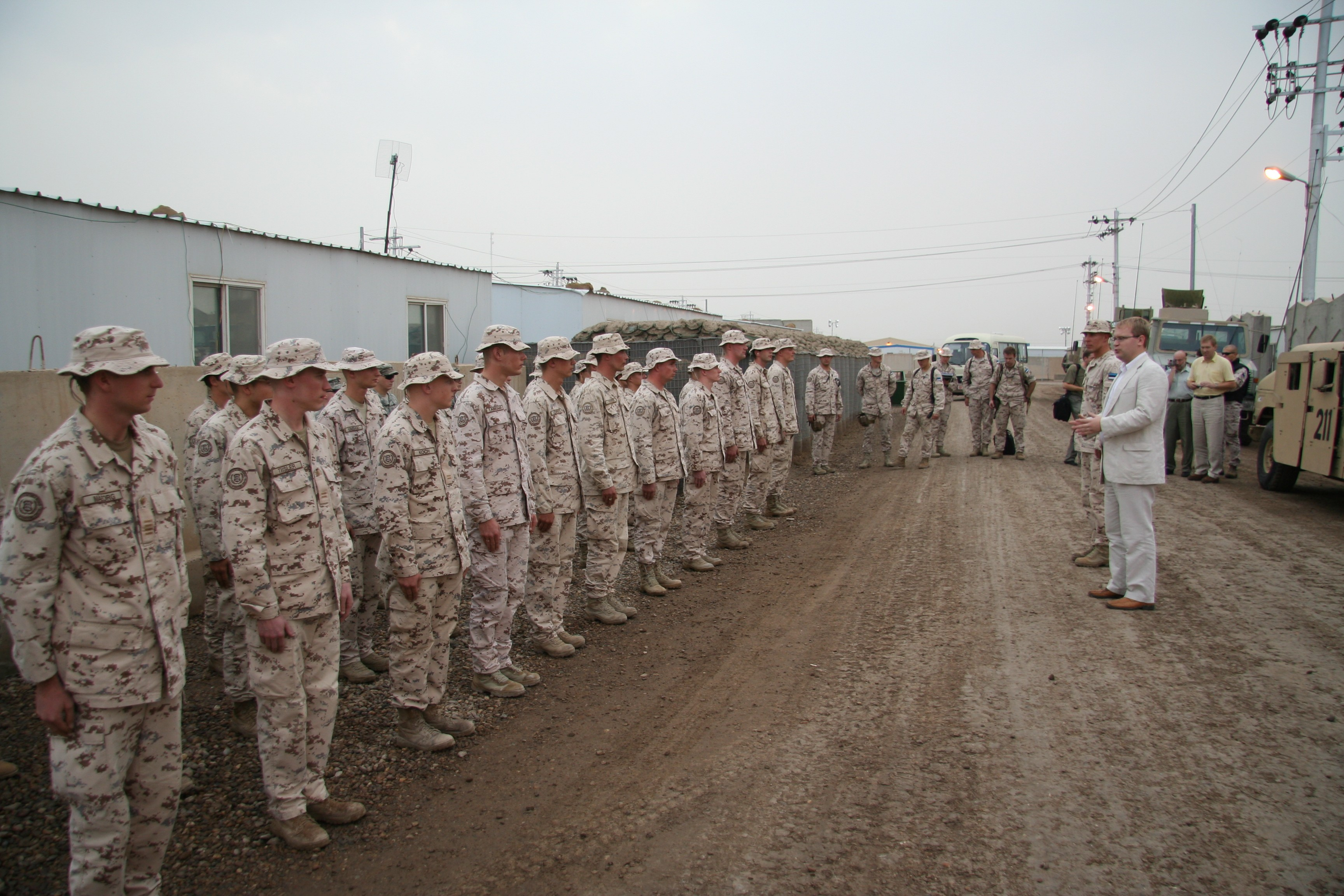
Estlands dåvarande utrikesminister Urmas Paet talar till estniska soldater i Irak 2007.

Estland är medlem i både NATO och EU och deltar inom ramen för dessa båda organisationer i ett antal internationella insatser. 
| Land         | Organisation          | Operation     | Styrka            |
| ------------ | --------------------- | ------------- | ----------------- |
| Afghanistan  | Nato                  | RSM           | 4 (stabspersonal) |
| Irak         | Internationell styrka | OIR           | Officerare        |
| Kosovo       | Nato                  | KFOR          | 1 (stabspersonal) |
| Libanon      | Förenta nationerna    | UNFIL         | En pluton         |
| Mali         | Förenta nationerna    | MINUSMA       | Stabspersonal     |
| Mali         | Europeiska unionen    | EUTM          | Officerare        |
| Medelhavet   | Europeiska unionen    | EU Navfor Med | 1 (stabspersonal) |
| Mellanöstern | Förenta nationerna    | UNTSO         | Observatörer      |

## Budget
449 miljoner EUR (2016) motsvarande en andel av BNP	på 2,07 % (2016)  vilket kommit att öka till  1,3 miljarder euro, eller 3,21 % av BNP 2023. År 2022 var Estland ett av de sju NATO-medlemsstaterna vars försvarsutgifter var minst 2 % av BNP. 